# Immeuble Kekine
L'immeuble Kekine (Дом Кекина) est un édifice du patrimoine protégé de Kazan en Russie situé 8/9, rue Gorki. Il a été construit en style éclectique mélangeant le néogothique et le style dit « moderne » (version russe de l'Art nouveau) avec des éléments néomauresques,,.

## Histoire

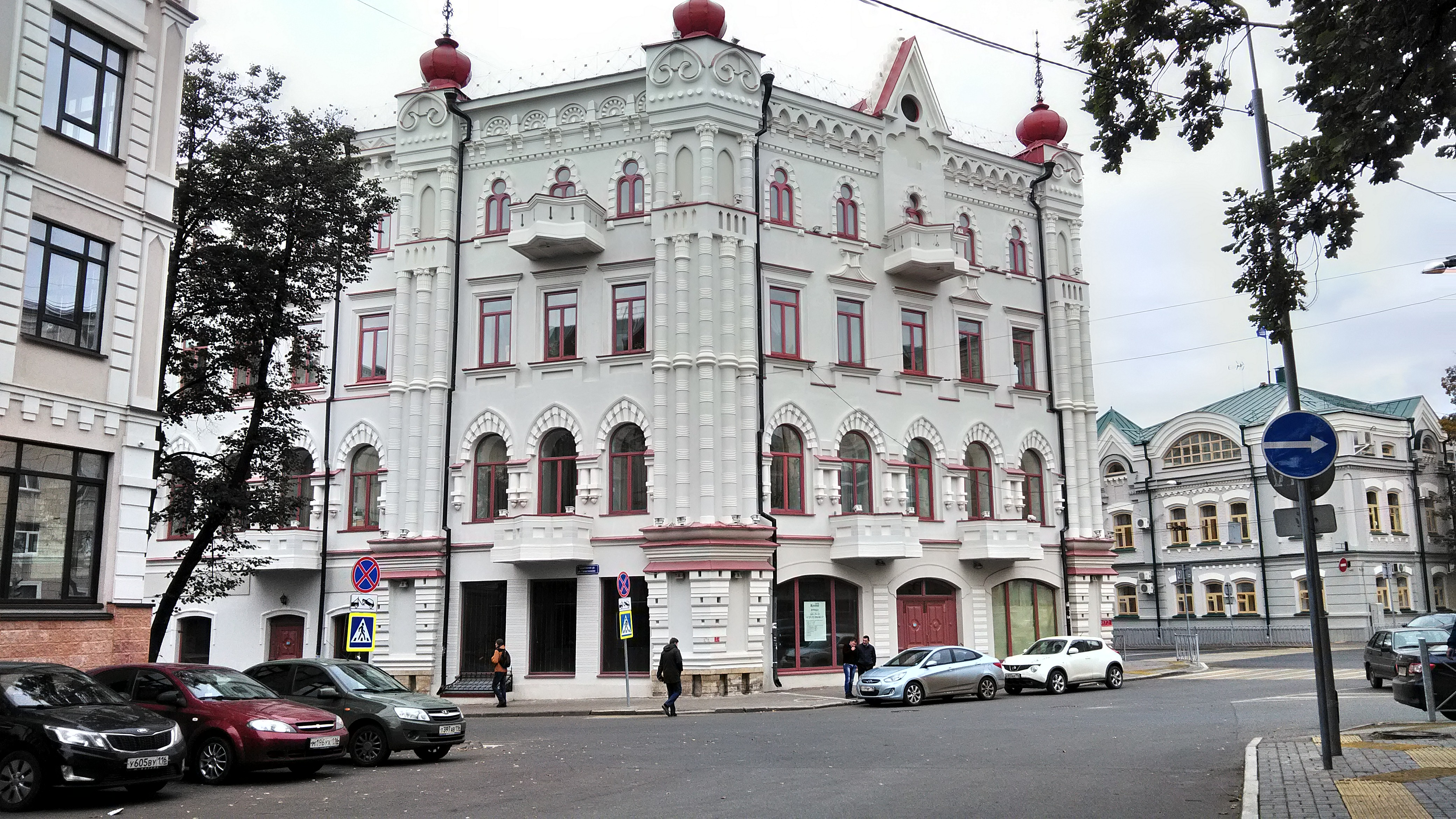
Vue d'angle.

Cet immeuble de rapport a été construit de 1903 à 1905 par l'architecte Heinrich Rouch  (1855-1905) comme son dernier ouvrage. Cela a été fait sur la commande du marchand millionnaire Leontii Vladimirovitch Kekine, déjà propriétaire de plusieurs immeubles à Kazan.
L'immeuble sert d'immeuble de rapport, pour des locations d'appartements et de boutiques. De 1910 à 1914, l'annuaire de l'époque y mentionne la présence du lycée privé Riakhine ainsi que de l'école de filles Benevskaïa, la bibliothèque Paltchinski, l'imprimerie Gross, la librairie-papeterie Chatalov, le fameux magasin de vin et d'épicerie fine Afanassiev, la mercerie Toukhvatoulline, la direction des voiries de l'okroug de Kazan, etc.  
Après la Révolution d'Octobre, l'immeuble est nationalisé. À différentes phases de l'époque soviétique, il abrite le commissariat militaire de Kazan, la direction des eaux, la direction régionale des chemins de fer, la cantine n° 1.
L'immeuble tombe dans une totale décrépitude à la fin du XXe siècle et il est vide en 1998. L'électricité et le chauffage sont coupés. En 2005, la décision est prise de le restaurer et de le moderniser. Ses façades sont restituées et les infrastructures refaites, le sous-sol étant reconstruit en parkings privés. C'est aujourd'hui un immeuble de bureaux et de compagnies commerciales.